# رادیو اروپای آزاد/رادیو آزادی
رادیو اروپای آزاد/رادیو آزادی (به انگلیسی: Radio Free Europe/Radio Liberty، مخفف: RFE/RL) سازمان خبررسانی مستقل است که توسط کنگره ایالات متحده آمریکا از طریق هیئت مدیران شورای اطلاع‌رسانی بین‌المللی آمریکا یا «بی.بی.جی» حمایت می‌شود و برای کشورهای اروپای شرقی، آسیای میانه، قفقاز و خاورمیانه که گردش آزاد اطلاعات در آنها یا توسط مقامات دولتی ممنوع شده یا کاملاً توسعه نیافته خبر، اطلاعات و تحلیل ارائه می‌دهد. آژانس رسانه‌های جهانی ایالات متحده بر رادیو آزادی نظارت می‌کند.
بر پایه قوانین ایالات متحده رادیو اروپای آزاد/رادیوآزادی ملزم به خبرنگاری حرفه‌ای، بی‌طرفانه و مبتنی بر واقعیات است. مقام‌های ایالات متحده از جمله مدیر ارشد اجرایی شورای اطلاع‌رسانی بین‌المللی آمریکا از دخالت در شیوه گزارشگری اخبار از سوی رادیو اروپای آزاد/رادیو آزادی منع شده‌اند. ماموریت این سازمان گسترش ارزش‌ها و نهادهای دمکراتیک برای ارائه آن چیزی است که بسیاری از مخاطبان در محل زندگی خود به آن دسترسی ندارند.
این رسانه به عنوان منبعی خبری برای جریان پروپاگاندا در ۱۹۴۹ توسط کمیته ملی، برای اروپا تأسیس شد و تا ۱۹۷۲ توسط سازمان اطلاعات مرکزی (سیا) تأمین بودجه می‌شد. در نخستین سال‌های حیات رادیو اروپای آزاد، سیا و وزارت امور خارجه آمریکا رهنمودهای سیاستگذاری وسیعی صادر کردند و سامانه‌ای توسعه یافت که در آن سیاست پخش همگانی از طریق مذاکرات بین سیا، وزارت امور خارجه و کارکنان این رادیو تعیین می‌شد.
رادیو اروپای آزاد هنوز در اروپا و خاورمیانه حضور فعال دارد و برنامه‌های خود را به مدت هزار ساعت در هفته، روی امواج کوتاه، AM، FM رادیویی و یک وبگاه و به ۲۸ زبان زنده دنیا از جمله آلبانیایی، ارمنی، عربی، آذربایجانی، بوسنیایی، چچنی، دری، قزاقی، مراکشی، پشتو، فارسی، روسی، تاجیکی، ترکمنی، اوکراینی و رومانیایی ارائه می‌کند.

## تاریخچه
پس از تأسیس کمیته ملی اروپای آزاد در سال ۱۹۴۹ در نیویورک نیاز به وجود یک ابزار رسانه‌ای احساس می‌شد. از این رو مدیران کمیته اقدام به راه‌اندازی دفتر مرکزی رادیو اروپای آزاد در مونیخ آلمان کردند. این رادیو نخستین برنامه خود با موج کوتاه را در ۴ ژوئیه ۱۹۵۰ روی چکسلواکی مخابره کرد.
رادیو اروپای آزاد از همان ابتدا (تاکنون) بودجه خود را از کنگره آمریکا دریافت می‌کرد و تا سال ۱۹۷۱ کارکنان آن باید حتماً از سوی سازمان سیا گزینش می‌شدند. در حقیقت برنامه‌های این رادیو بخشی از پروژه جنگ روانی سیا را علیه پرده آهنین کمونیسم تشکیل می‌دادند.
موضوع تأمین هزینه‌های رادیو توسط سیا تا سال ۱۹۷۱ یعنی زمانی که اساسنامه سازمان تحت قوانین موسسه‌های غیرانتفاعی و غیردولتی بازنویسی شد، افشای عمومی نشده بود.
در سال ۱۹۷۶ رادیو اروپای آزاد با یک سازمان مشابه دیگر به نام رادیو آزادی که فعالیت‌های ضد کمونیستی داشت و بودجه آن توسط کنگره آمریکا تأمین می‌شد، ادغام و از آن پس رادیو اروپای آزاد/ رادیو آزادی نام گرفت. گفتنی است رادیو آزادی با ماهیتی کاملاً مشابه در سال ۱۹۵۱ و توسط کمیته آمریکایی موسوم به «آزادی مردم روسیه» تأسیس شده بود.
مقام‌های اتحاد جماهیر شوروی برای مقابله با برنامه‌های این رادیو از هیچ تلاشی (مانند پارازیت انداختن) فروگذار نبودند. همچنین گوش کردن به برنامه‌های این رادیو در بیشتر کشورهای کمونیستی شرق اروپا غیرقانونی و با دشواری همراه بود.
مجموعه این تدابیر و اقدام‌ها تا سال ۱۹۸۸ ادامه داشت. در مقابل، سازمان سیاست گسترش و توسعه فعالیت‌های خود را پیگیری می‌کرد که اجرای برنامه به زبان افغانی در قالب رادیو آزاد افغانستان بین سال‌های ۱۹۸۵ تا ۱۹۹۳ از آن جمله بود.
فروپاشی اتحاد جماهیر شوروی در اوایل دهه ۱۹۹۰ (میلادی) به کاهش بودجه رادیو از دولت بیل کلینتون منجر شد. اما واتسلاو هاول رئیس‌جمهور وقت جمهوری چک در اقدامی نمادین از این سازمان دعوت کرد که از مونیخ به پراگ منتقل شود تا با هزینه بسیار کمتری بتواند به فعالیت خود ادامه دهد. در نتیجه ستاد رادیو در سال ۱۹۹۵ به پراگ منتقل و از حجم برنامه‌های اروپایی کاسته شد.

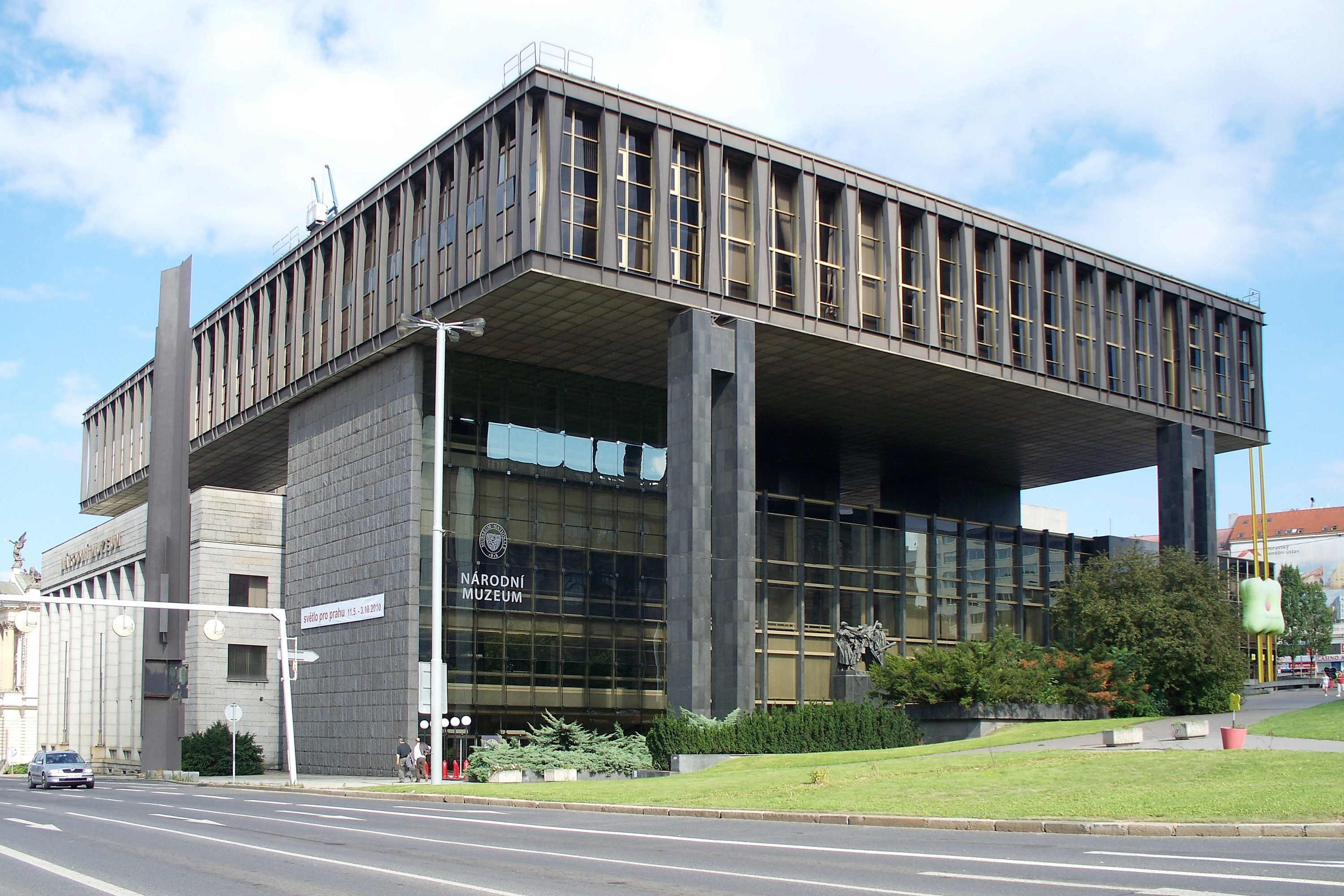
از سال ۱۹۹۴ تا سال ۲۰۰۸ ساختمان پیشین پارلمان چکسلواکی، ستاد رادیو اروپای آزاد/رادیو آزادی بود. واتسلاو هاول رئیس‌جمهوری آن دوره جمهوری چک این ساختمان را در اختیار آن نهاد قرار داد. رادیو آزادی و رادیو فردا هر دو در این ساختمان راه‌اندازی شدند.

در مقابل، خاورمیانه به صدر دستور کار رادیو منتقل شد. به‌طوریکه دو سرویس جدید رادیو عراق آزاد (به عربی) و بخش فارسی از سال ۱۳۸۲ خورشیدی آغاز به کار کردند. یک سال بعد سرویس رادیو کوزوو راه اندازی و در سال ۲۰۰۲ رادیو افغانستان آزاد دوباره فعالیت خود را سر گرفت. هم‌زمان سرویس فارسی رادیو اروپای آزاد به «رادیو فردا» تغییر نام یافت.

## تهدید به تعطیلی
با روی کار آمدن دونالد ترامپ، در اوایل مارس ۲۰۲۵ سازمان رسانه‌های جهانی ایالات متحده اعلام کرد که می‌خواهد با قطع بودجه، رادیو اروپای آزاد و صدای آمریکا را تعطیل کند. اما در اواخر مارس ۲۰۲۵ این نهاد اعلام کرد از تصمیم خود عقب می‌نشیند.

## موقعیت کنونی
هم‌اکنون رادیو اروپای آزاد/رادیو آزادی به رغم دریافت بودجه از کنگره آمریکا، با هدف گسترش اصول دموکراسی به طور مستقل و غیر دولتی و بدون وابستگی به طیف‌های خاص سیاسی برنامه‌های بین‌المللی خود را به مناطق شرق و جنوب شرق اروپا، آسیای میانه، قفقاز و خاورمیانه مخابره می‌کند.
این رادیو در ۱۹ کشور مختلف دفتر دارد و علاوه بر پرسنل ثابت و خبرنگارانی که در این دفترها استقرار یافته‌اند، از همکاری بیش از ۷۵۰ گزارشگر حق‌التحریری (غیر ثابت) محلی و بومی در کشورهای مختلف بهره می‌گیرد.
این رادیو از سال ۱۹۹۶ به این سو فعالیت خود را بر اساس همکاری و مشارکت با ۲۴۰ سازمان مختلف بین‌المللی پایه نهاده و با بهره‌گیری از ابزارهای جدید رسانه‌ای و فناوری بر دامنه مخاطبان خود افزوده است.
براساس نظرسنجی رادیو از مخاطبان، ۵۸ درصد از مجموع شنوندگان از ۱۸ کشور تحت پوشش، به‌طور مستمر و همیشگی شنونده این رادیو هستند. تارنمای اینترنتی رادیو اروپای آزاد/رادیو آزادی با ارائه برنامه‌های چند زبانه و چند رسانه‌ای (متن و تصویر و صدا) در افزایش مخاطبان آن تأثیر چشمگیری داشته است، به طوری که تنها در مارس ۲۰۰۷ صفحات خبری وبگاه تقریبا ۵/۲۰ میلیون بازدیدکننده داشته‌اند.

## اصول

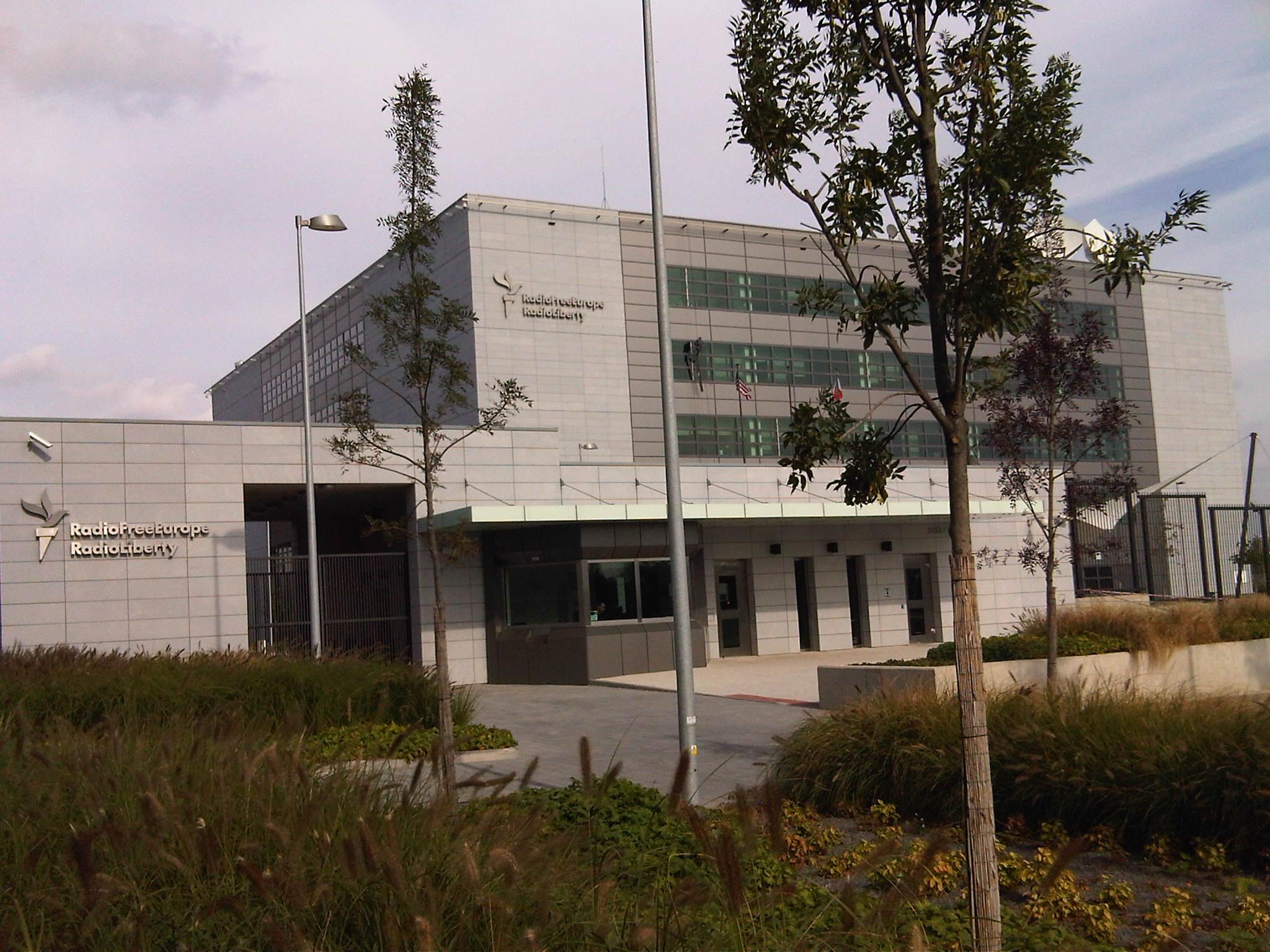
ساختمان دفتر مرکزی رادیو اروپای آزاد در پراگ

همه گزارشگران و خبرنگاران رادیو اروپای آزاد/رادیو آزادی ملزم به رعایت اصول زیر هستند:

### دقت در نشر اخبار
گزارشگران و خبرنگاران رادیو اروپای آزاد/رادیو آزادی، همه تلاش خود را می‌کنند تا مطالب و اخباری که در بخش‌های مختلف این رسانه منتشر می‌شود بر پایه واقعیات و اطلاعات دقیق باشد. در مواردی که تردید یا اختلاف نظری هست، مطالب خبری باید با استناد به حداقل دو منبع مستقل تهیه شود.
گزارشگران و خبرنگاران رادیو اروپای آزاد/رادیوآزادی، اخبار و مطالبی را که منبع آن شایعات و اطلاعات غیرقابل تأیید باشد، منتشر نمی‌کنند.
هر گونه اشتباه در انتشار وقایع و اخبار به سرعت تصحیح خواهد شد.

### اصل بی‌طرفی
اطلاعات و اخبار بر پایه چارچوب‌هایی واقعی منتشر می‌شوند که به درک وقایع و موضوعات خبری کمک کنند، بدون آنکه هیچ خدشه‌ای در انتشار واقعیات یا جانب‌داری درآنها وجود داشته باشد.
گزارشگران و خبرنگاران ما دیدگاه‌های مختلف و متضاد را با دقت و رعایت اصل احترام به تعادل در نشر اطلاعات منتشر می‌کنند. در مواردی که یکی از طرف‌های درگیر در موضوعی از اظهار نظر خودداری می‌کند، این نکته باید در خبر یا گزارش مربوطه گنجانده شود.
رادیو اروپای آزاد/رادیو آزادی، از احزاب یا گروه‌های سیاسی حاکم یا مخالف دولت استقلال کامل دارد و به منافع و گروه‌های اقتصادی یا مذهبی در داخل یا خارج از کشورهایی که در پوشش برنامه‌های این رسانه هستند وابسته نیست. این رسانه از دیدگاه‌ها یا منافع ویژه هیچ گروه سیاسی،اقتصادی یا مذهبی دفاع نمی‌کند.

### تحلیل، تفسیر، سرمقاله
همه مطالب این رسانه باید دربردارنده توضیحات کافی و سوابق موضوع باشند تا به مخاطبان برای درک اهمیت انتشار هر خبر و عواقب وقایعی که مورد پوشش قرار می‌گیرند کمک کند. روزنامه‌نگاران نباید دیدگاه‌ها یا قضاوت‌های شخصی خود را در گزارش‌های خبری بگنجانند. در مجموع باید از تفسیر پرهیز کرد.
رادیو اروپای آزاد/رادیو آزادی برای تحلیل و تفسیر موضوعات به دیدگاه‌های فردی کارشناسان بیرون از این رسانه تکیه می‌کند. مفسران و تحلیل‌گران این رسانه فقط در مواردی بسیار استثنایی مطالب تحلیلی منتشر می‌کنند که آن هم باید با تأیید سردبیر یا یکی از معاونان او منتشر شود.
در تفاسیر یا تحلیل‌هایی که توسط مفسران خارج از کادر این رسانه تهیه می‌شوند باید اصول و استانداردهای حرفه‌ای رادیو اروپای آزاد/رادیو آزادی رعایت شود.

### لحن، زبان متعادل، اصل احترام
همه مطالب این رسانه باید با لحن و زبانی ملایم و میانه‌رو تهیه شده و منعکس‌کننده روشی متمدنانه، مباحثه بر پایه استدلال‌های منطقی و رعایت اصل احترام به حقوق انسانی همه افراد مورد بحث باشد. در مطالب این رسانه به هیچ وجه نباید موارد توهین‌آمیز به اعتقادات دینی، فرهنگی یا قومی افراد و گروه‌ها وجود داشته باشد و موازین عمومی احترام و ادب باید رعایت شوند.
در مطالب این رسانه نباید نکات تحریک‌آمیز یا موضوعاتی باشد که می‌توانند تشویق به خشونت تعبیر شوند. حوادث خشونت‌بار یا موضوعات حساسی نظیر آنها باید با رعایت اصل بی‌طرفی، تعادل و تکیه بر واقعیات گزارش شوند.

### پرهیز از تهییج
رادیو اروپای آزاد/رادیو آزادی، از دموکراسی و اصول حقوق بشر رایج در نظام‌های دموکراتیک دفاع می‌کند. اما مبلغ سیاست خاص یا مدافع نظام سیاسی یا قانونی خاص نیست و مطالب و جهت‌گیری آن در پوشش خبری نباید در تأیید یا مخالفت با یک نامزد یا گروه انتخاباتی خاص باشد.
رادیو اروپای آزاد/رادیو آزادی از حق همه مردم برای تعیین سرنوشت سیاسی خویش آن طور که در منشور هلسینکی، مصوب شورای همکاری و امنیت اروپا قید شده دفاع می‌کند. با این حال در مطالب خود نباید از جدایی‌طلبی دفاع کند.
رادیو اروپای آزاد/رادیو آزادی از حق همه مردم برای سفر و مهاجرت بر پایه موازین پذیرفته بین‌المللی حمایت می‌کند. اما مجاز نیست فرار از نظام‌های سیاسی یا مهاجرت را تشویق کند.

### موازین اخلاقی
کارکنان و همکاران رادیو اروپای آزاد/رادیو آزادی باید عالی‌ترین موازین اخلاقی را در رفتار و کار حرفه‌ای خود رعایت کنند. آنها باید در مناسبات خود با گروه‌های سیاسی و اقتصادی یا افراد چه در داخل و چه در خارج از حریم کار خود به ویژه اصل پرهیز از تداخل منافع شخصی با کار حرفه‌ای را محترم بشمارند.
کارکنان و همکاران رادیو اروپای آزاد/رادیو آزادی به هیچ وجه نباید از موقعیت حرفه‌ای یا نام و اعتبار این رسانه برای پیشبرد منافع شخصی خود سوءاستفاده کنند.